# Canadian National Exhibition

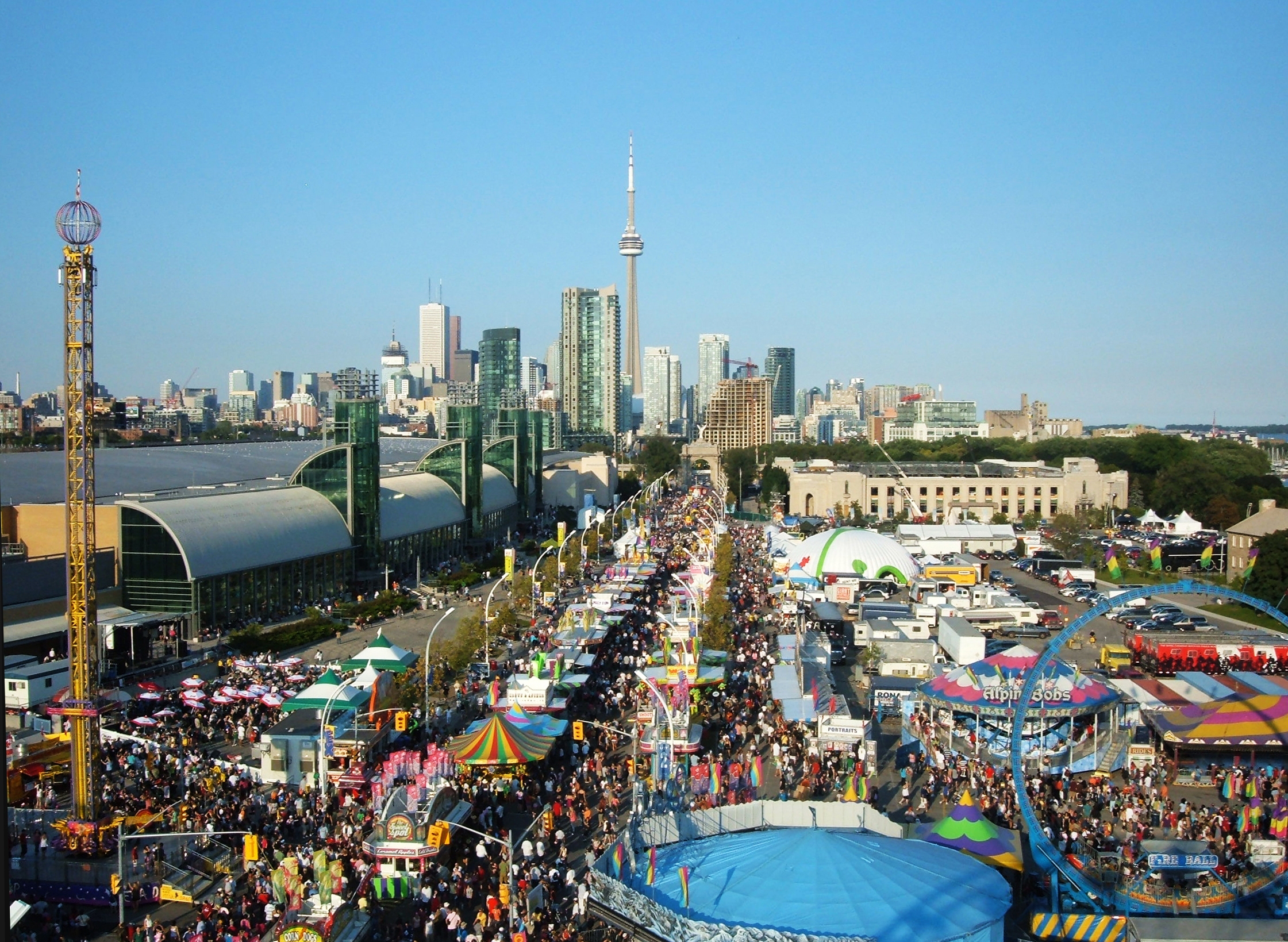
Canadian National Exhibition auf dem Exhibition Place westlich der Downtown

Canadian National Exhibition (CNE, oft auch „The Ex“ abgekürzt) ist eine jährlich im Spätsommer in Toronto stattfindende Messe- und Jahrmarktveranstaltung auf dem Exhibition Place. Die Canadian National Exhibition ist historisch aus einer Landwirtschaftsmesse entstanden, die zusätzlich mit verschiedenen Attraktionen aufwartet und zwischenzeitlich den Charakter eines Volksfestes erhalten hat. Traditionell findet die CNE an 18 Tagen im Sommer statt. Der letzte Tag fällt dabei auf den Labour Day, dem ersten Montag im September. Die CNE ist mit jährlich rund 1,3 Millionen Besuchern Kanadas größte Messe und die fünftgrößte in Nordamerika.

## Geschichte

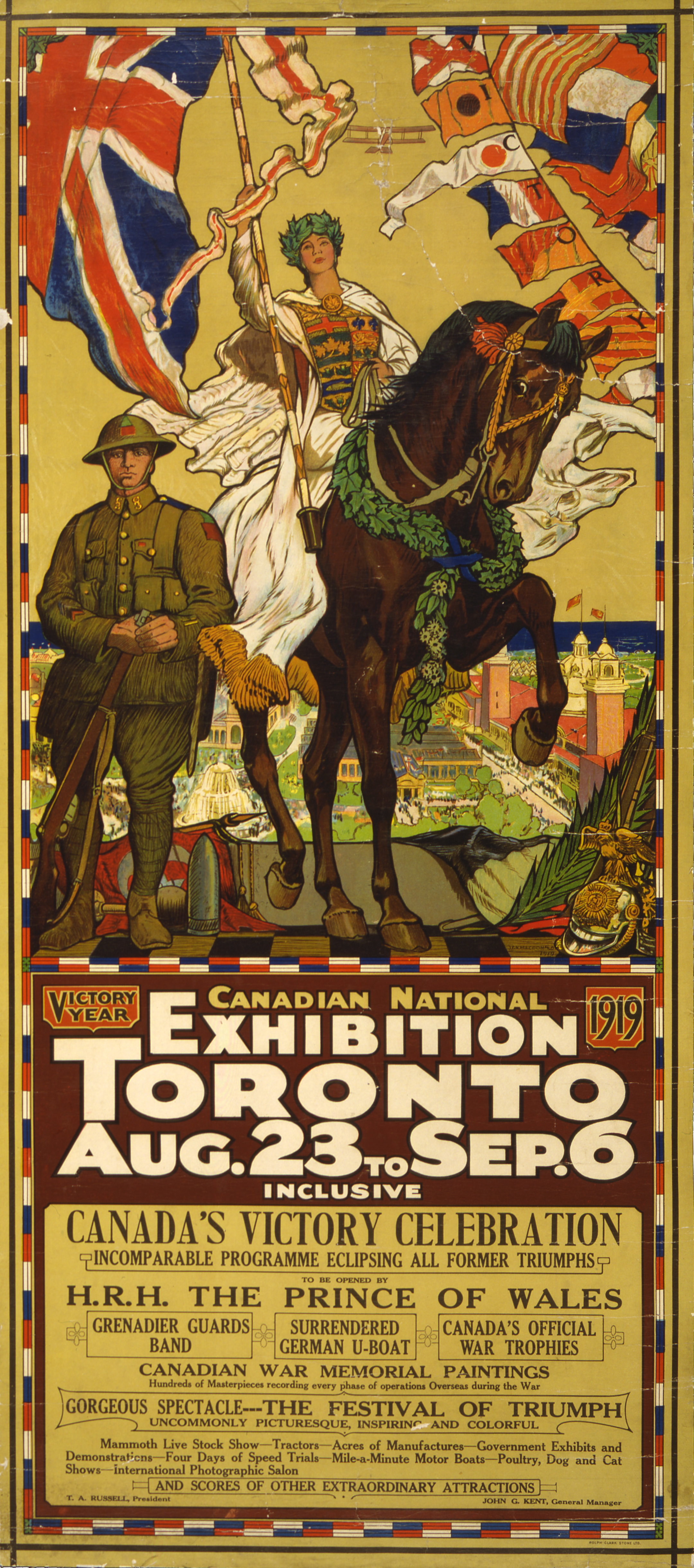
Historisches Plakat zur Canadian National Exhibition (1919)

Bevor die CNE jährlich in Toronto abgehalten wurde, fand eine große Landwirtschaftsmesse jedes Jahr in einer anderen Stadt Ontarios statt. 1878 war Toronto Gastgeber der Messe und wurde mit über 100.000 Besuchern sehr erfolgreich angenommen. Aufgrund dieses Erfolgs machten sich Lokalpolitiker und Wirtschaftsvertreter dafür stark, die Messe künftig dauerhaft in Toronto stattfinden zu lassen. Die ländlichen Gemeinden wehrten sich gegen dieses Vorhaben, weil die wandernde Ausstellung den Gemeinden ermöglichte, sich zu präsentieren. Dennoch setzten sich die Befürworter von Toronto durch, so dass am 3. September 1879 die erste Messe als Toronto Industrial Exhibition stattfand. Der Veranstaltungsort westlich der Innenstadt am Ufer des Ontariosees trägt heute den Namen Exhibition Place. Er bietet auf einer Fläche von 1,1 Quadratkilometer neben der Ausstellungsfläche auch Parkplatzmöglichkeiten. Zwischen 1942 und 1946 wurde die Messe nicht abgehalten. Das erste Mal wurde die CNE am 2. August 1952 im Fernsehen übertragen. Im Sommer 2003 feierte die CNE ihr 125. Jubiläum.

## Programm
Neben der Landwirtschaftsmesse bietet das CNE eine Reihe von Kirmes-Fahrgeschäften, Eistanzshows, Paraden, Flugshows, Talentwettbewerbe, Gartenausstellungen, einen Streichelzoo, Pferdeshows und auch sportliche Wettbewerbe. Seit seiner Gründung 1879 werden die unterschiedlichsten Sportarten durchgeführt, u. a. Bogenschießen, Bungee-Springen, Autorennen, Baseball, Basketball, Snooker, Judo, Karate, Schwimmen. In den Anfangsjahren präsentierten sich auch militärische Einheiten des Britischen Empires. Heutzutage findet am ersten Samstag des CNE eine Militärparade statt.
Jedes Jahr wird zur CNE auf einem 31,4 Meter hohen Flaggenmast die Kanadische Flagge gehisst. Diese Tradition wurde erstmals 1977 ausgeführt. Bis zu seiner Auswechslung im Jahr 2001 diente ein 56,1 Meter hoher Flaggenmast aus Douglasienholz, der damals weltweit höchster hölzerner Flaggenmast war.

### Ehemalige Achterbahnen
| Name              | Typ                                   | Hersteller                | Eröffnung        | Schließung        |
| ----------------- | ------------------------------------- | ------------------------- | ---------------- | ----------------- |
| Flyer             | Holzachterbahn                        | Krug                      | 1932             | 1937              |
| Flyer             | Holzachterbahn                        | Bill Davis                | 1953             | 1992              |
| Jumbo Jet         | Stahlachterbahn                       | Schwarzkopf               | 1982 oder früher | 1982 oder später  |
| Love Bugs         | Familienachterbahn                    | Mack Rides                | 1972 oder später | unbekannt         |
| Royal Ascot Racer | Holzachterbahn, Racing Roller Coaster | Lynn Welcher Construction | 1912             | 1919              |
| Scenic Auto-Dip   | Holzachterbahn                        | T. M. Harton              | 1902             | 1906              |
| Scenic Railway    | Holzachterbahn                        | LaMarcus A. Thompson      | 1886             | 1891 oder später  |
| Wild Mouse        | Holzachterbahn, Wilde Maus            | unbekannt                 | 1960             | 1968 (vermutlich) |